# 巴里 (臺灣)
巴里（排灣語：palji），又稱毒眼巴里，是台灣排灣族傳說中眼睛擁有異能的人，能殺死或燒盡看到的一切，最後被部落的敵人殺害。

## 傳說
巴里的傳說有很多種版本，以下說明最知名且普遍的版本：

### 能力
巴里天生擁有一對火焰般的紅眼睛，只要被那對眼睛看到的人就會死於非命、如果是物品的話則會燒起來，有不少排灣族部落都流傳著巴里將附近的巨石燒焦的傳聞。

### 經歷
因為眼睛的力量帶給巴里許多的不便，不願傷人的他決定離群索居，自己一個人住在部落外的屋子（或山洞）裡，而家人在給他送飯的時候會呼喚他或扯動掛有鈴鐺的繩子提醒，這時巴里就會低頭從住處裡出來接過食物。
然而，當巴里的能力被其他人知道後，部落的敵人（有魯凱族、卑南族、漢人、日本人、其他排灣族部落等版本）認為巴里的能力會給他們造成威脅，於是來到巴里居住的地方，模仿巴里家人的聲音叫他，趁他低著頭出來時將他砍頭殺害。其中有一些版本中他在被砍頭後眼睛的能力還是在，並藉此殺害了殺死自己的人。

### 後續
有些傳說認為，巴里在死後化作檳榔樹守護著部落，而檳榔就是他的紅眼睛。

## 其他

### 語意
事實上，「巴里」一詞在排灣語中除了人名之外，也有「眼睛有著特殊能力之人」或「像電的東西」等異能的意思，而且在很多其他版本中，「巴里」往往有其真正的名字，只是因為他的異能而被其他人稱為「巴里」。

### 其他版本
巴里的傳說在各個排灣族部落中其實都有所不同，其中也有不少版本與以上傳說完全不一樣，在某些貴族版本中，巴里善用自己的能力為部落打倒敵人、成為英雄並得以善終，在這些故事中，巴里反而成為貴族宣傳家族的特殊力量和貢獻，還有不少貴族家族聲稱自己家族就是巴里的後代、也有一些版本中「巴里」的能力完全不一樣，部位也不一定在眼睛，有些還可以用巫師作法消除掉。
| 名字                                    | 部落       | 部位                            | 能力                     | 傳說 |
| --------------------------------------- | ---------- | ------------------------------- | ------------------------ | --- |
| 撒加易（Satjair）                       | 舊大社     | 眼睛                            | 殺生、燒毀               | 與普通的版本大致相同，但他幫助其他部落的人殺死會吃人的怪物：搭卡卜勒（dagapul），受到其他部落感謝，豐年祭時都會送他豬的內臟。最後被魯凱族人暗殺，但暗殺者也被其殺死。                                                                                         |
| 馬卜巴里（ma pu palji）                 | 三和村     | 眼睛→手指                       | 殺生                     | 他是Giduvian家族的人（貴族），因天生擁有殺人的力量而請巫師將力量轉移到食指，食指因此也長出一顆眼睛，平常必須包起來，死法則不明。後來同一家族有個叫基冷基勞（Giljegiljaw）的人遺傳到這種力量，但早早就請巫師消除掉，只是偶爾還是會發作，發作時會變的力大無窮。 |
| 阿蘇朗（Asulang）                       | 三和村     | 眼睛（單眼）                    | 能瞬間移動到看的到的地方 | 他是鋪里丹家（Pulidjan）的人，在部落因洪水和地震毀滅、家族用獨木舟逃難時，在山頭上看守著上面剩餘的三兄弟，並且用心電感應提醒他們躲避危險，直到抵達另一個部落。                                                                                                |
| 巴里                                    | 萬安社     | 手指                            | 殺生                     | 出身在Kituvian家，眼睛血紅，拇指指到的生物都會死。 |
| 宜丹（Vidjan）                          | 北葉村     | 手指                            | 隔空取物                 | 他可以一邊唱歌一邊指著某戶人家，那一戶人家的琉璃珠就會跑到他這裡來。後來族人發現後把他趕走。 |
| 魯卜拿漾（Lubunayan）                   | 春日村     | 眼睛                            | 殺生                     | 他以致全家族的人都有紅眼與特殊能力，平常帶著鋼製頭盔。後來被部落的人趕至一個只有峭壁和紅色砂土的地方，稱為「伊巴黎（ipalji）」。 |
| 基烏蘭（Ciuran）                        | 安平部落   | 手指                            | 飛簷走壁                 | 頭目家傳統領域的守護者，保護著部落，被部落的人稱為英雄。能力原可以代代相傳，但因族人改信基督教而失傳。 |
| 巴里                                    | 楓林村     | 眼睛                            | 殺生                     | 跟普通版本大致相同，但會去騷擾入侵自己居住的森林的開墾者，且不知道怎麼死的。 |
| 巴里                                    | 高士村     | 眼睛→手指                       | 殺生                     | 大致上與普通版本相同，後來請巫師幫他去除，但力量轉移至手指並長出眼睛，並會利用其能力在戰場上殺敵，後來年老而死。 |
| 巴里                                    | 牡丹社     | 眼睛、手指                      | 殺生                     | 平常他的手指會戴上皮套。並利用期能在再出草食每次都獲得大勝，後來他因病死亡。 |
| 都迷阿（Dumiap）                        | 姑仔崙社   | 弓箭                            | 殺生                     | 被箭瞄準射出的人就算沒被射中也會死。都迷阿利用這能力殺死許多找麻煩並壓迫部落的卑南王部下，並免除了部落裡的納貢。 |
| 朗固斯（Rangos）、瓦撒卡朗（Vasakaran） | 卡拉達蘭社 | 眼睛（Rangos）、手（Vasakaran） | 殺生                     | 朗固斯來自傑蘭（Geren）家族，瓦撒卡朗不明，卡拉達蘭社的利用兩人的「巴里」力量征服附近許多部落。 |
| 巴里                                    | 土坂村     | 眼睛                            | 殺生                     | 與普通版本大致相同，但死因是因為他偷看為自己送飯的孩子導致孩子死亡，頭目要懲罰他而找來卑南族的人殺掉他，而殺死他的一百名卑南族因為在回程路上把他的頭拿出來看而被殺死了九十九個。                                                                              |